# 제1차 세계 대전의 배상금
제1차 세계 대전이 끝난 후 베르사유 조약 231조가 비준된 후,  동맹국은 협상국에 전쟁 배상금을 지급할 수밖에 없었다. 패배한 국가들은 현금이나 현물로 배상금을 지불해야 했는데 이는 전쟁 후 오스트리아, 헝가리, 터키의 재정 상황으로 인해 배상금이 거의 또는 전혀 지급되지 않았고 배상금 요구 사항이 취소되었기 때문이다. 필요한 금액의 일부만 지불한 불가리아는 배상금의 금액이 감소한 후 취소되었다. 역사가들은 배상금을 지불해야 하는 독일의 요구를 "전후 시대의 주요 전장"이자 "베르사유 조약의 시행 또는 개정 여부를 둘러싼 프랑스와 독일 간의 권력 투쟁의 초점"으로 인식하곤 한다.
베르사유 조약과 1921년 영국이 부과한 배상금 지불 일정에 따라 독일은 전쟁 중에 발생한 민간인 피해를 보상하기 위해 1,320억 금 마르크(미화 330억 달러[달리 명시되지 않는 한 모든 가치는 현대적인 가치])를 지불해야 했다. 이 수치는 A, B, C의 세 종류의 채권으로 나눴으며 이 중 독일은 'A'와 'B' 채권에 대해 총 500억 마르크(미화 125억 달러)를 무조건 지급해야 했다. 나머지 'C' 채권의 지불은 무이자이며 연합국 위원회의 평가에 따라 바이마르 공화국의 지불 능력에 달려 있었다.
독일의 배상금 부족으로 프랑스는 1923년 루르를 점령하여 지급을 독촉함으로써 국제 위기를 일으키고 1924년 도스 플랜을 시행하게 되었다. 이 계획은 새로운 지불 방법을 제시하고 독일을 돕기 위해 국제 차관을 모았으며 배상금의 지불을 제때을 이행하기 위함이였다. 그럼에도 불구하고, 1928년까지 독일은 지속적으로 새로운 대안을 요구했고, 그 결과 독일의 배상 요구 사항을 1,120억 마르크(미화 263억 달러)로 설정하고 1988년까지 독일이 지불을 완료하는 지불 일정을 수립한 영 플랜이 탄생했다. 1931년 독일 경제의 붕괴로 배상금이 1년 동안 중단되었고 1932년 로잔 회의에서 결과적으로 모두 취소되었다. 1919년과 1932년 사이에 독일은 배상금으로 210억 마르크 정도를 지불했다.
독일 국민은 배상금을 국가적 치욕으로 여겼다. 독일 정부는 베르사유 조약의 유효성과 지불 요구 사항을 훼손하기 위해 노력했으며, 영국의 경제학자 존 메이너드 케인즈(John Maynard Keynes)는 이 조약을 경제적으로 독일을 파괴할 카르타고의 평화라고 불렀다. 그의 주장은 역사가, 정치가, 일반 대중에게 지대한 영향을 미쳤다. 케인즈의 주장과 케인즈의 견해를 지지하거나 강화하는 후기 역사가들의 주장에도 불구하고, 현대 역사가들의 합의는 배상금이 독일인이나 케인즈가 제안한 것만큼 참을 수 없으며, 배상할 정치적 의지가 있었다면 독일이 지불할 수 있는 범위 내였다는 것이다. 그래서 2차 세계 대전 이후 서독은 이에 대한 대가를 지불했다. 1953년 독일 외부 부채에 관한 런던 협정은 나머지 잔액의 50%를 지불하기로 합의했다. 최종 지불은 2010년 10월 3일에 이루어졌으며 배상과 관련된 독일의 부채를 청산했다.

## 배경
1914년에 제1차 세계 대전이 발발했으며, 향후 4년 동안 유럽, 중동, 아프리카 및 아시아 전역에서 격렬한 전투가 벌어졌다. 1918년 1월 8일, 미국 대통령 우드로 윌슨은 14개 조항으로 알려진 성명을 발표했다. 부분적으로 이 연설은 독일이 점령한 영토에서 즉각 철수하고 국제 연맹을 결성할 것을 요구했다. 1918년 4/4분기 동안 동맹국은 붕괴되기 시작했다. 특히, 독일군은 서부전선에서 결정적으로 패배하고 독일 해군은 반란을 일으켜 독일 11월 혁명을 일으켰다.
전쟁의 주요 전투의 대부분은 프랑스에서 일어났고 프랑스 시골 마을들은 전투에서 크게 손실을 입었다. 게다가 1918년 독일이 퇴각하는 동안 독일군은 프랑스 북동부에서 가장 산업화된 지역(Nord-Pas de Calais Mining Basin)을 황폐화시켰다. 독일군이 사용할 수 있는 모든 재료를 제거하고 나머지를 파괴함에 따라 광범위한 약탈이 발생했으며 수백 개의 광산이 철도, 다리, 마을 전체와 함께 파괴되었다. 이러한 이유로 프랑스 총리 조르주 클레망소는 정의로운 평화를 위해서는 독일이 초래한 피해에 대해 배상금을 지불해야 한다고 결정했다. 클레망소는 배상금을 독일이 다시는 프랑스를 위협하지 못하도록 독일을 약화시키는 방법으로 보기도 했다. 그의 입장은 충분히 프랑스 유권자들과 공유되었다. 배상금은 또한 전쟁의 직접적인 영향을 받은 벨기에를 포함한 다른 국가의 재건 비용으로 갈 것이었다. 가혹한 합의에 대한 국내 압력에도 불구하고 영국 총리 데이비드 로이드 조지는 과도한 배상금에 반대했다. 그는 독일이 실행 가능한 경제 강국이자 무역 파트너로 남을 수 있도록 하는 장기적 목표와 함께 독일 경제에 덜 해를 끼치는 더 적은 액수를 주장했으며 또한 그는 배상금에 장애 퇴역 군인에 대한 전쟁 연금과 전쟁 미망인에 대한 수당이 포함되어야 한다고 주장했는데, 이는 대영 제국을 위한 배상금의 더 많은 부분을 유보할 것이라고 주장했다. 윌슨은 이러한 입장에 반대했고 독일에 어떠한 배상도 부과되어서는 안 된다고 단호하게 주장했다.
1919년 1월 18일 파리 강화회담이 협상국과 동맹국의 영구적인 평화 구축을 목표로 개최되었다. 패전국에게 배상을 요구하는 것은 1871년 독일이 프랑스에 부과한 베르사유 조약을 비롯한 평화 조약의 공통된 특징이었다. 그러나 파리 강화회담에서 체결된 조약의 재정적 조건은 일반적으로 배상금으로 알려진 징벌적 합의와 구별하기 위해 배상금으로 표시되었으며 배상금은 전쟁으로 피해를 입은 승전국의 부흥과 보상을 위한 것이었다.
베르사유 조약 231조의 배상 조항은 독일이 배상금을 지불하도록 의무화하고 독일인의 책임을 민간인 피해로 제한하는 다음 조항에 대한 법적 근거로 사용되었고, 서명자의 이름이 변경된 동일한 문서는 독일 동맹국이 서명한 조약에도 포함되었다.

## 독일의 반응
1919년 2월, 외무장관 울리히 폰 브록도르프-란차우 백작은 독일이 전쟁으로 인한 피해에 대한 배상금을 지불해야 하지만 실제 전쟁 비용은 지불하지 않을 것이라고 바이마르 국회에 알렸다. 그해 5월 7일 베르사유 조약의 초안이 작성된 후 독일과 협상국의 대표단이 만났고 이 조약은 번역과 답변을 위해 전달되었다. 이 회의에서 브록도르프-란차우 백작은 "우리는 우리를 마주하는 증오의 강도를 알고 있으며 우리는 패배한 자로서 우리가 대가를 치르게 하고 죄를 지은 자로서 벌을 받을 것이라는 승자의 열렬한 요구를 들었습니다."라고 말했으나 그는 독일이 전쟁의 전적인 책임이 있다는 점을 부인했다.

## 배상금 독촉

#### 초기 요구
베르사유 조약에 따르면 배상 위원회는 1921년에 설립될 것이라고 명시되어 있었다. 이 위원회는 독일이 이용할 수 있는 자원과 지불 능력을 고려하고 독일 정부에 이 문제에 대해 들을 기회를 제공하고 최종 배상을 결정할 것이였다. 독일이 비용을 지불해야 한다고 생각하는동안 독일은 금, 상품, 선박, 증권 또는 기타 형태로 200억 골드 마르크(미화 50억 달러)에 해당하는 금액을 지불해야 했다. 그 돈은 연합군의 점령 비용을 지불하고 독일을 위한 식량과 원자재를 구입하는 데 사용될 것이였다. 뇌이 조약의 121조는 "불가리아의 자원이 완전한 배상을 하기에 충분하지 않다"고 인정했다. 따라서 이 조약은 불가리아가 배상금으로 22억 5000만 골드 프랑에 해당하는 금액을 지불하도록 요구했다.

## 같이 보기
- 바이마르 공화국의 초인플레이션
- 베르사유 조약